# مامبا سانو
مامبا سانو (بالفرنسية: Mamba Sano)‏ ( مواليد 1903 في كيسيدوغو، غينيا - 4 يوليو 1985) كان سياسيًا غينيًا خدم في الجمعية الوطنية الفرنسية من 1946-1958.